# Consiglio legislativo di Hong Kong
Il Consiglio legislativo della regione amministrativa speciale di Hong Kong (LegCo) è l'assemblea parlamentare monocamerale di Hong Kong ed è il centro del potere legislativo del regime ibrido cittadino.
Le funzioni del Consiglio legislativo sono di adottare, modificare o abrogare le leggi; di esaminare e approvare i bilanci, la tassazione e la spesa pubblica; di rivolgere interrogazioni sul lavoro del Governo. Inoltre il Consiglio deve esprimere un parere sulla nomina e sulla rimozione dei giudici della Corte d'appello finale e il Capo giudice dell'Alta corte di giustizia, e può mettere in stato di accusa il capo dell'esecutivo.
A seguito delle proteste del 2019 e del 2020, concernenti l'adozione della legge sulla sicurezza nazionale di Hong Kong, il Congresso Nazionale del Popolo ha destituito 4 consiglieri dell'opposizione – causando le dimissioni in massa dell'intera opposizione – e nel 2021 ha apportato delle modifiche al sistema elettorale. L'attuale Consiglio ha 3 tipi di collegi di elezione (geografiche, funzionali e del Comitato elettorale) ed è governato da una schiacciante maggioranza pro-Pechino. Prima della riforma il Consiglio aveva 70 membri, eletti per metà sulla base dei collegi geografici e per metà sulla base dei collegi funzionali. Con la riforma i consiglieri sono aumentati a 90, ma i collegi geografici eleggono solo 20 membri, quelli funzionali ne eleggono 30 e il Comitato elettorale ne designa 40.
Prima del trasferimento della sovranità di Hong Kong nel 1997, un governo provvisorio è stato istituito unilateralmente a Shenzhen dal governo della Repubblica Popolare Cinese in opposizione all'assemblea coloniale eletta del 1995. Il governo provvisorio si è trasferito a Hong Kong e ha sostituito il Consiglio dopo il trasferimento della sovranità nel 1997, fino alle elezioni generali del 1998.
L'articolo 68 della legge fondamentale di Hong Kong afferma che l'obiettivo finale è l'elezione di tutti i membri del Consiglio a suffragio universale. Questo e un simile articolo riguardante il capo dell'esecutivo hanno reso il voto a suffragio universale del Consiglio e del capo dell'esecutivo il problema dominante della politica di Hong Kong.

## Storia
Il Consiglio legislativo di Hong Kong è stato istituito nel 1843 come legislatura coloniale sotto il dominio britannico. La prima costituzione di Hong Kong, sotto la forma del brevetto delle lettere della Regina Vittoria, emessa il 27 giugno 1843 e intitolata Carta della colonia di Hong Kong, ha autorizzato l'istituzione del Consiglio legislativo per consigliare il governatore dell'amministrazione di Hong Kong. Il Consiglio aveva quattro membri ufficiali tra cui il governatore che era presidente e membro quando fu stabilito per la prima volta. Il brevetto delle lettere del 1888, che ha sostituito la Carta del 1843, ha aggiunto le parole significative "e il consenso" dopo le parole "con il consiglio". Il Consiglio legislativo è stato inizialmente istituito come organo consultivo per il governatore e, per la maggior parte del tempo, consisteva nella metà dei membri ufficiali, che erano i funzionari governativi presenti nel Consiglio e la metà dei membri non ufficiali nominati dal governatore.
Dopo la firma della dichiarazione congiunta sino-britannica il 19 dicembre 1984 (in cui il Regno Unito ha accettato di trasferire la sovranità di Hong Kong alla Repubblica Popolare Cinese il 1º luglio 1997), il governo di Hong Kong ha deciso di avviare il processo di democratizzazione sulla base del documento consultivo, il Libro verde: ulteriore sviluppo del governo rappresentativo a Hong Kong il 18 luglio 1984. Le prime elezioni in vista del Consiglio si sono svolte nel 1985, seguite dalle prime elezioni dirette del Consiglio legislativo nel 1991. Il CL divenne una legislatura pienamente eletta per la prima volta nel 1995.
Il governo della Repubblica Popolare Cinese non era d'accordo con le riforme del Consiglio legislativo adottato nel 1994. Pertanto, ha ritirato la precedente cosiddetta politica "attraverso il treno" che avrebbe significato che i membri eletti al Consiglio legislativo coloniale diventerebbero automaticamente membri della Regione Amministrativa Speciale di Hong Kong. Il governo cinese, invece, ha deciso di istituire un consiglio legislativo alternativo in preparazione per la consegna della sovranità di Hong Kong dalla Gran Bretagna alla Cina. Questo organo, il Consiglio legislativo provvisorio, è stato istituito dal Comitato preparatorio per la Regione Amministrativa Speciale di Hong Kong sotto il Congresso nazionale del popolo della Repubblica Popolare Cinese nel 1996. Il Consiglio legislativo provvisorio, in funzione dal 25 gennaio 1997 al 30 giugno 1998, ha inizialmente tenuto le sue riunioni a Shenzhen fino al 30 giugno 1997.
Il Consiglio legislativo della Regione Amministrativa Speciale di Hong Kong è stato istituito il 1º ottobre 1998 sotto la Costituzione di Hong Kong. La prima riunione del Consiglio è stata tenuta nel luglio dello stesso anno a Hong Kong. Dalla data di entrata in vigore della Costituzione, sono state tenute cinque elezioni del Consiglio legislativo, con le elezioni più recenti che si sono svolte il 4 settembre 2016.
Nel 2010, la proposta di riforma costituzionale del governo è diventata la prima e unica mossa costituzionale adottata dal Consiglio legislativo nell'era della RAS, con il sostegno del PD pro-democratico, dopo che il governo cinese ha accettato il pacchetto modificato presentato dal partito ha aumentato la composizione del Consiglio legislativo da 60 a 70 posti, aumentando cinque posti supplementari nelle elezioni geografiche direttamente elette e cinque nuovi seggi funzionali del consiglio distrettuale nominati dai consiglieri distrettuali e eletti da tutti gli elettori registrati. La proposta di riforma costituzionale più recente, che ha suggerito il metodo elettorale del Consiglio legislativo rimasto invariato, è stato veto nel 2015.

## Edificio del Consiglio legislativo

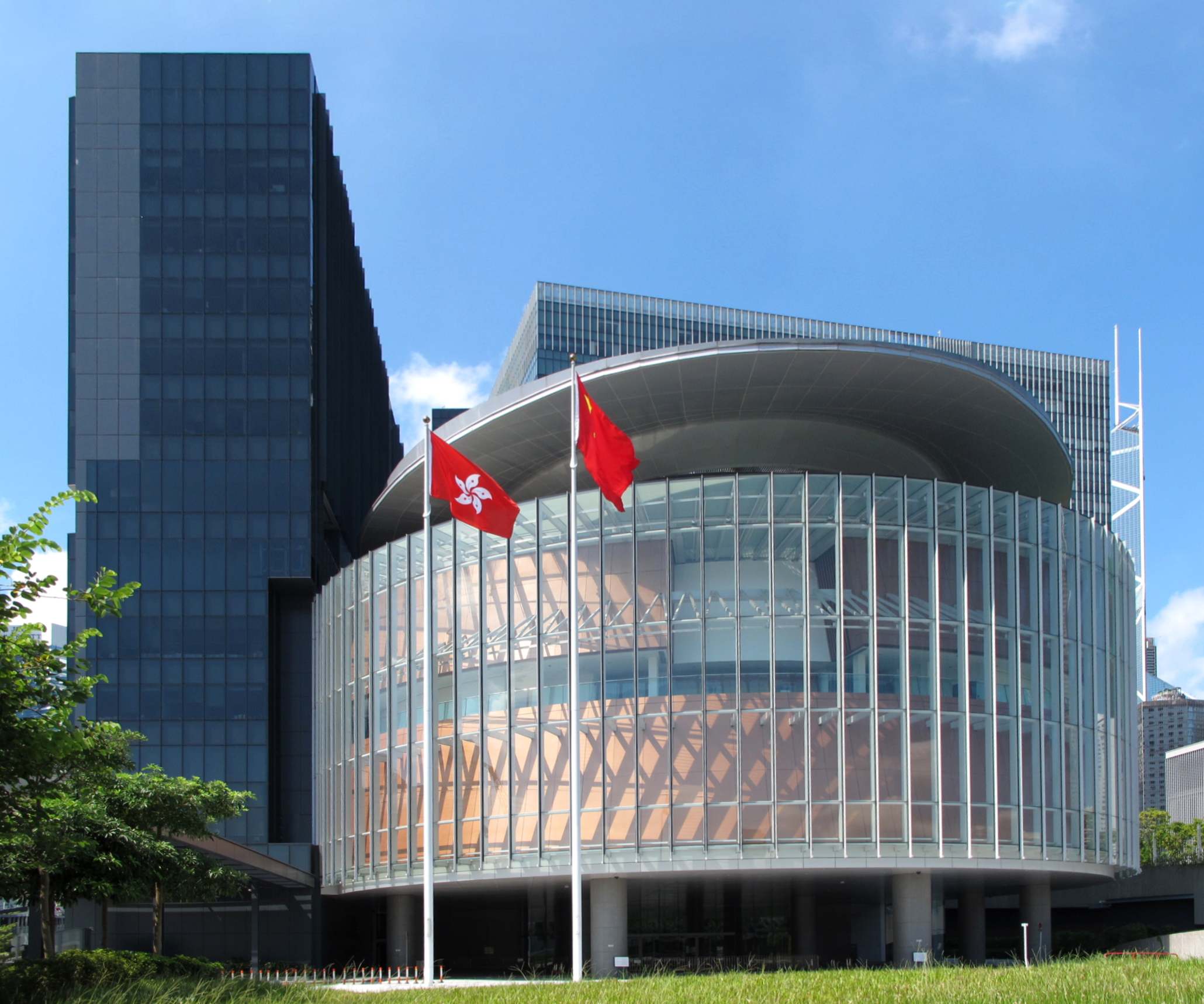
Complesso del Consiglio legislativo nel 2011.

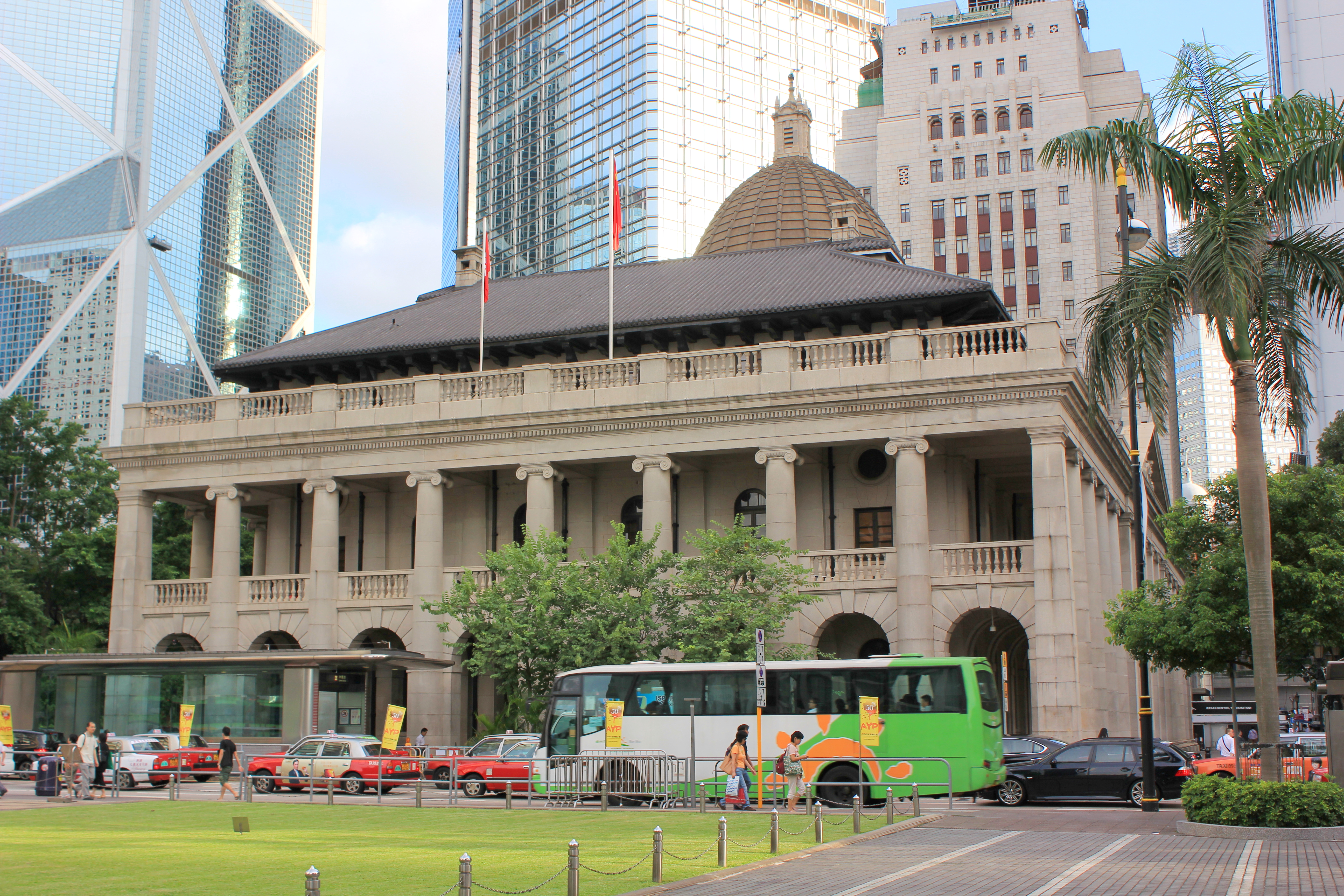
Edificio del Consiglio legislativo (1985-2011).

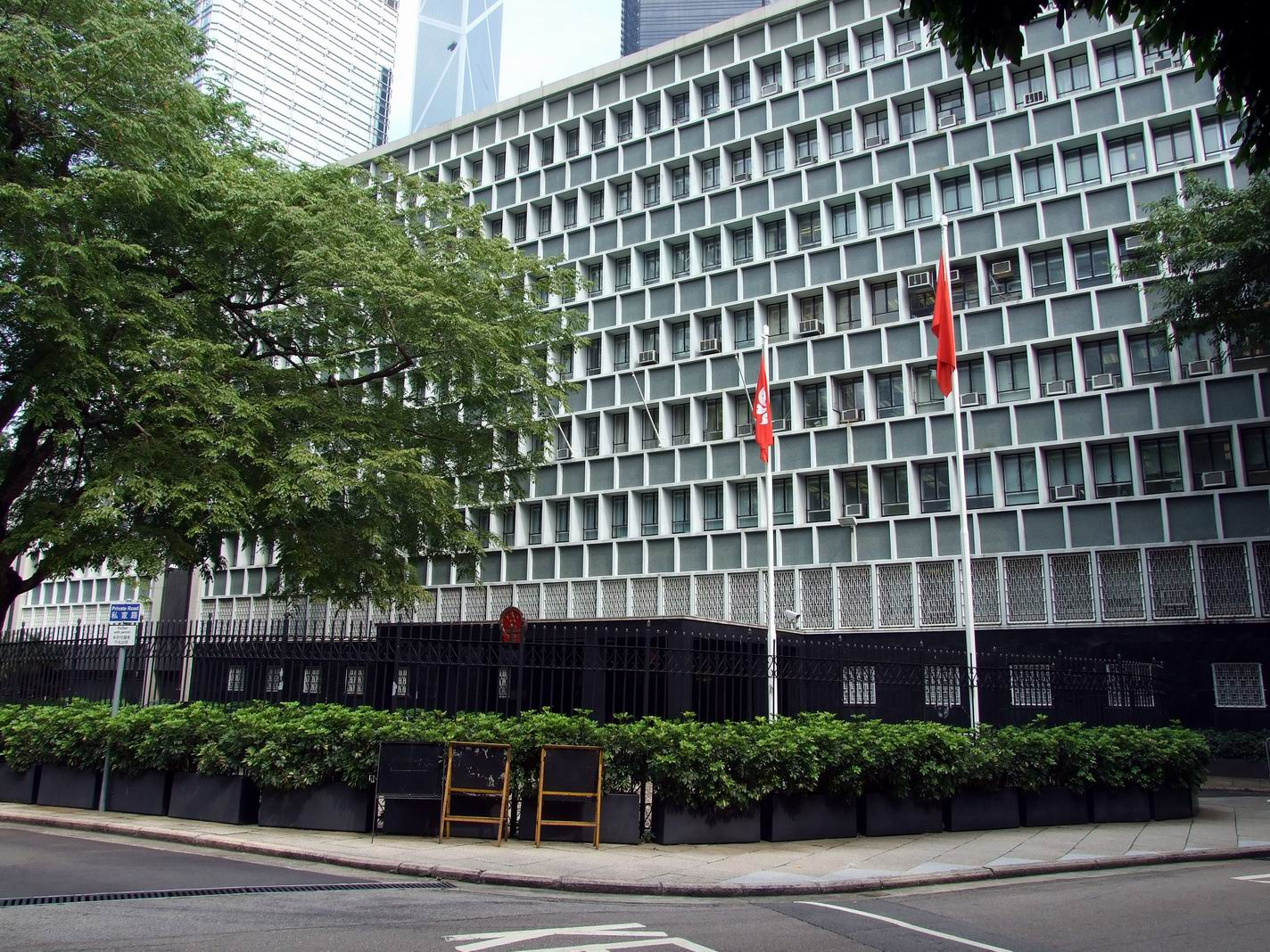
Uffici governativi centrali, sede del CL dal 1950 al 1985.

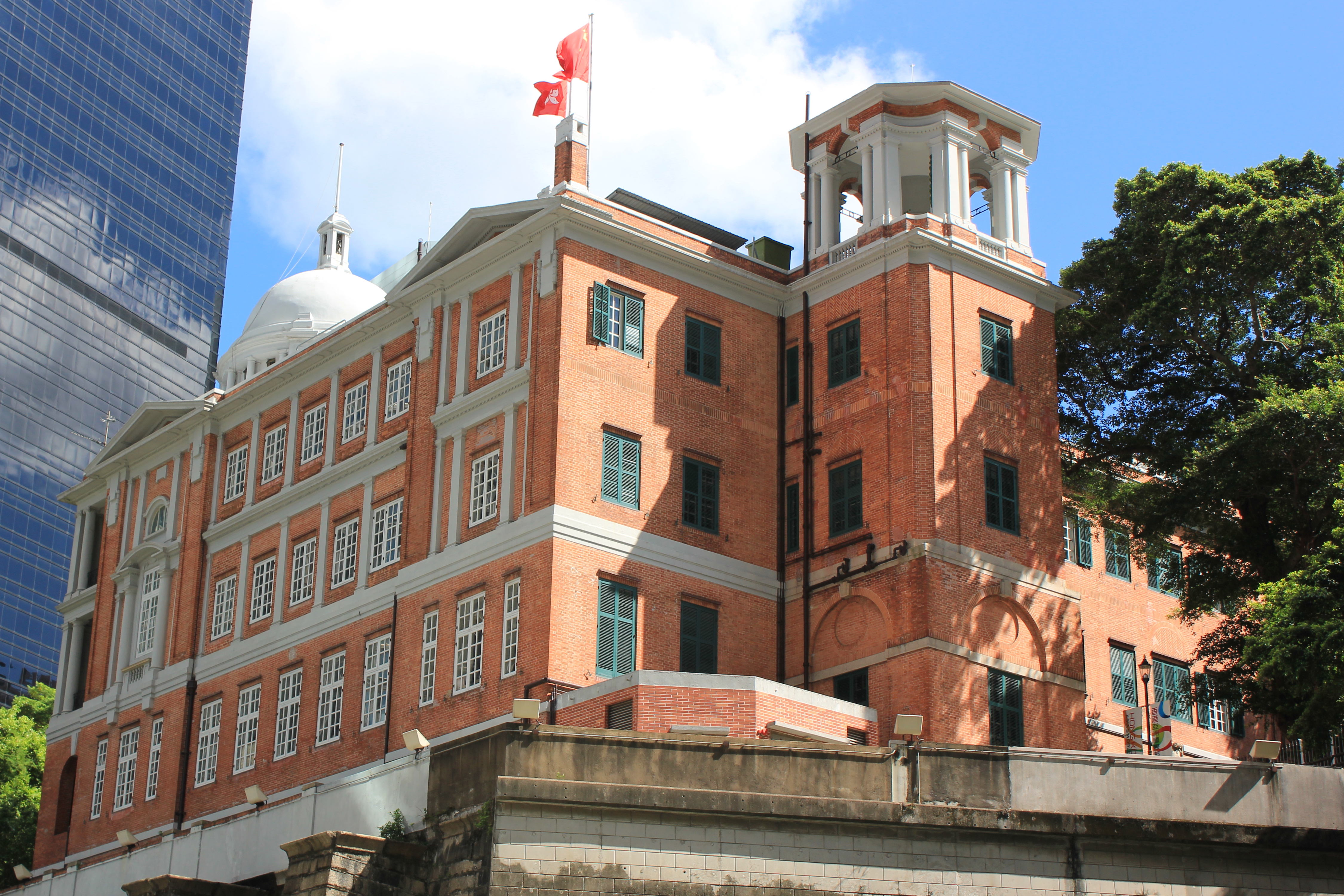
French Mission Building fu la sede del CL negli anni 40 del XIX secolo

Le prime riunioni del Consiglio legislativo di Hong Kong, dal 1844 al 1846, erano probabilmente convocate nella residenza del governatore Pottinger (in seguito il French Mission Building), ancora in piedi presso il governo Hill. Dal 1848 al 1954 (interrotto dalla ristrutturazione nel 1928-1929 e dall'occupazione giapponese nel 1941-1945), fu collocato al piano superiore dell'edificio del segretariato coloniale, Lower Albert Road, sostituito nel 1957 dall'Allegato agli uffici governativi centrali Main Wing, sullo stesso sito. Nel 1985, il CL si trasferì nel vicino edificio Old Supreme Court nel centro di Hong Kong, dove rimase fino al novembre 2011. Il CL si è trasferito nella sua sede attuale, presso il Blocco Legislativo del Complesso governativo centrale, a Tamar nel dicembre 2011.
A differenza di molte altre legislature dell'ex e dell'attuale Commonwealth, il Consiglio legislativo di Hong Kong non dispone di una catena cerimoniale posta nelle sue camere. Tuttavia, gli alti tribunali di Hong Kong usano una catena per aprire sessioni e rappresentano l'autorità e i poteri del tribunale.
Per fornire una soluzione a lungo termine per il problema di carenza spaziale che affronti sia il Governo che il Consiglio legislativo, il governo ha commissionato lo sviluppo a Tamar per la progettazione e la costruzione del complesso del governo centrale, del complesso del Consiglio legislativo e di altri servizi ausiliari nel 2008. Il complesso del Consiglio legislativo comprende un blocco basso e un blocco alto: il blocco basso, denominato Block Council, ospita soprattutto strutture per conferenze, tra cui la Camera, sale conferenze e strutture comuni come biblioteca, caffetteria e strutture didattiche. La gamma di strutture didattiche per la visita del pubblico include angolo video, zona di condivisione dei visitatori, area espositiva, angolo per bambini, galleria di visualizzazione e corridoi d'accesso, corsia di memoria, sale di attività didattiche e gallerie d'istruzione. Il blocco alto, nominato poi come blocco di ufficio, ospita prevalentemente uffici per membri e personale del Segretariato del Consiglio legislativo. La sede è stata ufficialmente aperta il 1º agosto 2011 e il personale amministrativo aveva già preso occupazione il 15 gennaio 2011.

## Composizione dei membri
Il Consiglio legislativo consiste in 70 membri eletti. Il mandato dura 4 anni, tranne per il primo mandato (dal 1998 al 2000) quando durò solo 2 anni (articolo 69 della Costituzione di HK).
Nelle elezioni del 2008 e del 2004, 30 membri sono stati eletti direttamente a suffragio universale delle circoscrizioni geografiche e 30 sono stati eletti dalle circoscrizioni funzionali. Nelle elezioni del 2000, 24 sono stati eletti direttamente, sei eletti da un collegio elettorale di 800 persone conosciuto come Comitato elettorale di Hong Kong e 30 eletti da collegi funzionali. Fin dalle elezioni del 2004, tutti i seggi sono ugualmente suddivisi tra i collegi geografici e funzionali.
Secondo la Costituzione, mentre il metodo per la formazione del Consiglio legislativo è specificato secondo il principio del progresso graduale e ordinato, l'obiettivo finale è quello di eleggere tutti i membri del Consiglio mediante suffragio universale (articolo 68 della costituzione di Hong Kong).

### Circoscrizioni geografiche
I seggi delle circoscrizioni geografiche vengono assegnati mediante suffragio universale. Il sistema di votazione adottato nei distretti elettorali è un sistema di rappresentazione proporzionale della lista dei partiti, con posti assegnati dal metodo più grande rimanente usando la quota semplice come quota di elezione.
Il sistema di rappresentazione proporzionale della lista dei partiti è la forma più utilizzata dei sistemi di rappresentazione proporzionale per facilitare la formazione di una legislatura rappresentativa. Ci sono stati 3.37 milioni elettori registrati nelle elezioni del 2008.
| Circoscrizioni geografiche | Numero di seggi | Numero di seggi | Numero di seggi | Numero di seggi | Numero di seggi | Numero di seggi | Numero di seggi |
| Circoscrizioni geografiche | 1998            | 2000            | 2004            | 2008            | 2012            | 2016            |                 |
| Isola di Hong Kong         | 4               | 5               | 6               | 6               | 7               | 6               |                 |
| Kowloon East               | 3               | 4               | 5               | 4               | 5               | 5               |                 |
| Kowloon West               | 3               | 4               | 4               | 5               | 5               | 6               |                 |
| Nuovi Territori Est        | 5               | 5               | 7               | 7               | 9               | 9               |                 |
| Nuovi Territori Ovest      | 5               | 6               | 8               | 8               | 9               | 9               |                 |
| Totale                     | 20              | 24              | 30              | 30              | 35              | 35              |                 |

### Circoscrizioni funzionali
Ci sono 29 circoscrizioni funzionali nel Consiglio Legislativo, che rappresentano diversi settori della comunità che sono considerati come un ruolo cruciale nello sviluppo di Hong Kong.
A partire dalle elezioni del 2012, 27 circoscrizioni funzionali hanno riportato un membro, la Circoscrizione Funzionale del Lavoro ha eletto tre membri e la circoscrizione funzionale del Consiglio distrettuale ha eletto cinque membri, con un totale di 35 posti da circoscrizioni funzionali.
- Heung Yee Kuk
- Agricoltura e pesca
- Assicurazione
- Trasporto
- Educazione
- Legale
- Contabilità
- Medico
- Servizi sanitari
- Ingegneria
- Architettonico, Surveying, Pianificazione e Paesaggio
- Lavoro
- Stato sociale
- Immobili e Costruzioni
- Turismo
- Commerciale (primo)
- Commerciale (seconda)
- Industriale (Primo)
- Industriale (Secondo)
- Finanza
- Servizi finanziari
- Sport, Arti performative, Cultura e Pubblicazione
- Importazione e esportazione
- Tessili e indumenti
- Commercio all'ingrosso e al dettaglio
- Tecnologia dell'informazione
- Catering
- Consiglio distrettuale (primo)
- Consiglio distrettuale (secondo)

Un sistema di pluralità semplice è adottato per 23 circoscrizioni funzionali, con un elettore eleggibile che lancia un solo voto. Le eccezioni sono la Circoscrizione Funzionale del Lavoro, in cui un elettore può votare fino a tre voti e le circoscrizioni Heung Yee Kuk, l'Agricoltura e Pesca, l'Assicurazione e i Trasporti dove un sistema di eliminazione preferenziale viene utilizzato a causa del piccolo numero di elettori. Nel sistema di eliminazione preferenziale, un elettore deve indicare preferenze piuttosto che approvazione / disapprovazione o una sola scelta. Il Consiglio distrettuale (secondo) usa la stessa regola di voto nei circoscrizioni geografiche per i 5 posti.
A partire dal 2016, né la CF Heung Yee Kuk né la CF Commerciale (Seconda) hanno svolto un'elezione effettiva, in quanto ogni singolo candidato è stato candidato ad ogni CF ogni due mesi dalla loro costituzione rispettivamente nel 1991 e nel 1985.

## Presidente del Consiglio Legislativo
Dall'istituzione del Consiglio legislativo dal 1843 al 1993, il Governatore era il Presidente e un membro del Consiglio, e fino al 1917 il Governatore era tenuto ad agire con il parere, ma non necessario il consenso del Consiglio legislativo. Il brevetto delle lettere del 1917 ha modificato tale pratica chiedendo al governatore di agire "con consiglio e consenso" del Consiglio legislativo.
Secondo Costituzione (articolo 72), il Presidente ha i poteri e le funzioni di presiedere le riunioni, decidere sull'ordine del giorno, includendo la priorità alle bollette del governo per l'inclusione nell'ordine del giorno, decidere il momento delle riunioni, convocare speciali sessioni durante il recessione, convocazione delle sedute di emergenza su richiesta dell'Amministratore Delegato e esercitare altri poteri e funzioni come prescritto nel regolamento interno del Consiglio legislativo. Tuttavia, il presidente del Consiglio legislativo non può votare nella maggior parte delle situazioni in materia di bollette governative ed è incoraggiato a rimanere imparziale nei confronti di tutte le questioni del CL. Il Presidente del Consiglio legislativo deve soddisfare i requisiti di idoneità stabiliti nella Costituzione. Dovrà essere un cittadino cinese di età non inferiore a 40 anni, residente permanente della RAS di Hong Kong senza diritto di dimora in qualsiasi paese straniero e che ha abitualmente abitato a Hong Kong per un periodo continuativo di non meno di 20 anni.
Il Presidente viene eletto da e tra i membri del Consiglio. Il primo presidente (1997-2008) è stato Rita Fan, che è stata anche il primo presidente donna del Consiglio legislativo. Il presidente in carica è Andrew Leung dell'Alleanza di Aziende e Professionisti per Hong Kong dal 2016.

## Funzionari del Consiglio legislativo
I servizi ai membri sono stati originariamente forniti dall'Ufficio del Segretario al Consiglio legislativo che era parte del Segretariato del Governo. Ulteriori sostegni in seguito sono venuti da altre unità amministrative, cioè i Membri Non Ufficiali del Consiglio dell'esecutivo (MNUCECL), del Consiglio legislativo e le sue varianti, in considerazione del crescente volume di lavori nel settore del Consiglio.
Con l'istituzione dei MNUCECL nel 1963, gli ufficiali pubblici sono stati assegnati ai MNUCECL per aiutare i membri a trattare le denunce pubbliche e per creare relazioni pubbliche con la comunità locale. Durante i loro distacchi, i funzionari pubblici hanno preso istruzioni solo dai membri del Consiglio. La pratica è rimasta quando l'Ufficio dei Membri del Consiglio dell'esecutivo e del Consiglio legislativo (UMCECL) ha sostituito i MNUCECL nel 1986.
Nel 1991, il Segretariato dell'UMCECL è stato incorporato. A seguito della completa separazione dei membri dei Consigli esecutivi e legislativi, l'UMCECL è stato ribattezzato l'Ufficio dei Membri del Consiglio legislativo (UMCL).
La Commissione del Consiglio legislativo, un organismo statutario indipendente dal Governo, è stata istituita nell'ambito dell'Ordinanza della Commissione del Consiglio legislativo il 1º aprile 1994. La Commissione ha integrato il sostegno e i servizi amministrativi al Consiglio dall'Ufficio di Chiusura al Consiglio legislativo e al Segretariato dell'UMCL in un segretariato del Consiglio legislativo indipendente. La Commissione ha sostituito tutti i dipendenti pubblici dagli agenti contrattuali nella sessione 1994-1995.

## Procedure per il voto sulle proposte di legge e sulle mozioni
Tradizionalmente il Presidente non vota. Tuttavia, questa convenzione non è una condizione costituzionale.
Le proposte di legge e le mozioni di iniziativa parlamentare devono essere approvate dalla maggioranza rispettivamente dei membri espressi dalle circoscrizioni geografiche e dei membri espressi dalle circoscrizioni funzionali. Questa disposizione, però, non è applicabile alle proposte del governo, dove è richiesta solo una semplice maggioranza per garantire il passaggio in legge.
Gli emendamenti alla Costituzione richiedono un consenso di due terzi nel Consiglio legislativo, senza un requisito specifico in ciascun gruppo di elettori. Dopo aver superato il Consiglio, l'emendamento della Legge fondamentale deve ottenere il consenso di due terzi dei deputati di Hong Kong al Congresso nazionale del popolo e anche quello del Capo Esecutivo (il Capo Esecutivo è dotato del potere di veto).

## Disposizione dei seggi

Piano dei seggi del Consiglio legislativo.

In un tipico incontro del Consiglio nella vecchia sede, i membri erano disposti similmente alla configurazione del sistema Westminster. Le tre file a destra erano riservate ai funzionari governativi e ad altre persone che partecipavano alle riunioni. Nella nuova sede del Consiglio a Tamar, i membri si trovano davanti al Presidente (e agli ufficiali del Consiglio) in una disposizione a emiciclo.
Il Segretariato, diretto dal Segretario generale, fornisce i suoi servizi amministrativi e servizi al Consiglio attraverso le sue dieci suddivisioni. Oltre ad essere il capo del Segretariato, il Segretario generale è anche incaricato di informare il presidente su tutte le questioni relative alla procedure del Consiglio.

## Elenco delle composizioni del Consiglio legislativo
La seguente tabella elenca la composizione dei Consigli legislativi di Hong Kong come regione amministrativa speciale cinese dal 1997. Il numero di posti e le immagini indicano i seggi controllati dalle coalizioni e dai partiti alla fine della legislatura.
| Immagine | Consiglio legislativo Elezione | Maggioranza                          | Maggioranza    | Maggioranza | Minoranza | Minoranza                 | Minoranza |
| Immagine | Consiglio legislativo Elezione | Coalizione di maggioranza Presidente | Seggi          | Partiti di maggioranza (seggi) | Coalizione di minoranza Partiti di minoranza (seggi)                                                                                         | Altri partiti (seggi)     |           |
| -------- | ------------------------------ | ------------------------------------ | -------------- | --- | --- | ------------------------- | --------- |
|          | 1ª legislatura Eletto nel 1998 | Pro-Pechino Rita Fan (Indipendente)  | 39 di 60 seggi | Pro-Pechino: - Lib (10) - DAB (10) - HKPA (6) - Breakfast (5) - Ind. (5) - New Forum (2) - FLU (1)                                                                    | Pro-democrazia: - DP (12) - Frontier (3) - Citizens (1) - NWSC (1) - CTU (1) - Ind. (2)                                                      | Vacante (1)               |           |
|          | 2ª legislatura Eletto nel 2000 | Pro-Pechino Rita Fan (Indipendente)  | 38 di 60 seggi | Pro-Pechino: - DAB (10) - Lib (8) - Breakfast (7) - Ind. (6) - HKPA (4) - FTU (1) - FLU (1) - New Forum (1)                                                           | Pro-democrazia: - DP (11) - Ind. (3) - CTU (2) - Frontier (2) - A45CG (2) - ADPL (1) - NWSC (1)                                              |                           |           |
|          | 3ª legislatura Eletto nel 2004 | Pro-Pechino Rita Fan (Indipendente)  | 34 di 60 seggi | Pro-Pechino: - Lib (10) - DAB (9) - Breakfast (5) - Ind. (5) - FTU (3) - FLU (2)                                                                                      | Pro-democrazia: - DP (9) - Civic (6) - Ind. (3) - LSD (2) - CTU (2) - ADPL (1) - Frontier (1) - NWSC (1)                                     |                           |           |
|          | 4ª legislatura Eletto nel 2008 | Pro-Pechino Jasper Tsang (DAB)       | 36 di 60 seggi | Pro-Pechino: - DAB (10) - Ind. (9) - FTU (4) - Alliance (4) - ES (4) - Lib (3) - FLU (1) - NPP (1)                                                                    | Pro-democrazia: - DP (8) - Civic (5) - Labour (3) - PP (2) - Ind. (2) - LSD (1) - NWSC (1) - ADPL (1)                                        |                           |           |
|          | 5ª legislatura Eletto nel 2012 | Pro-Pechino Jasper Tsang (DAB)       | 42 di 70 seggi | Pro-Pechino: - DAB (13) - BPA (7) - Ind. (7) - FTU (6) - Lib (5) - NPP (2) - FLU (1) - New Forum (1)                                                                  | Pro-democrazia: - DP (6) - Civic (6) - Labour (4) - Ind. (3) - PP (2) - Prof Commons (2) - LSD (1) - NWSC (1) - ADPL (1) - Neo Democrats (1) |                           |           |
|          | 6ª legislatura Eletto nel 2016 | Pro-Pechino Andrew Leung (BPA)       | 41 di 70 seggi | Pro-Pechino: - DAB (13) - BPA (8) - Ind. (7) - FTU (5) - Lib (4) - NPP (2) - FLU (1) - New Forum (1) - Roundtable (1)                                                 | Pro-democrazia: nessuno | - Vacanti (28) - Ind. (1) |           |
|          | 7ª legislatura Eletto nel 2021 | Pro-Pechino Andrew Leung (BPA)       | 85 di 90 seggi | Pro-Pechino: - Indipendenti (35) - DAB (18) - FTU (7) - BPA (7) - NPP (5) - Lib (4) - FEW (2) - FLU (2) - Roundtable (1) - PP (1) - KWND (1) - NP (1) - New Forum (1) | Non allineati: - Terzo polo (1) | Vacanti (4)               |           |